# Villepail
Villepail est une commune française, située dans le département de la Mayenne en région Pays de la Loire, peuplée de 192 habitants.
La commune fait partie de la province historique du Maine, et se situe dans le Bas-Maine dans le pays de Passais.

## Géographie
| Javron-les-Chapelles (territoire de Javron) | Saint-Cyr-en-Pail   | Saint-Cyr-en-Pail                                    |
| Javron-les-Chapelles (territoire de Javron) | Villepail           | Pré-en-Pail-Saint-Samson (comm. dél. de Pré-en-Pail) |
| Crennes-sur-Fraubée                         | Crennes-sur-Fraubée | Crennes-sur-Fraubée                                  |

### Climat
Pour des articles plus généraux, voir Climat des Pays de la Loire et Climat du Val-d'Oise.
En 2010, le climat de la commune est de type climat océanique altéré, selon une étude du CNRS s'appuyant sur une série de données couvrant la période 1971-2000. En 2020, Météo-France publie une typologie des climats de la France métropolitaine dans laquelle la commune est exposée à un climat océanique et est dans une zone de transition entre les régions climatiques « Normandie (Cotentin, Orne) » et « Moyenne vallée de la Loire ». 
Pour la période 1971-2000, la température annuelle moyenne est de 10 °C, avec une amplitude thermique annuelle de 14,2 °C. Le cumul annuel moyen de précipitations est de 934 mm, avec 14,1 jours de précipitations en janvier et 8,3 jours en juillet. Pour la période 1991-2020, la température moyenne annuelle observée sur la station météorologique de Météo-France la plus proche, « Le Horps », sur la commune du Horps à 14 km à vol d'oiseau, est de 11,1 °C et le cumul annuel moyen de précipitations est de 857,1 mm,. La température maximale relevée sur cette station sur la période du 1er juillet 2003 au 2 juin 2025 est de 39,5 °C (en 2019), la température minimale de −12 °C (en 2012) et la hauteur maximale de précipitations en 24 h de 60 mm (en 2021).
Pour afficher une liste d’indicateurs climatiques caractérisant la commune aux horizons 2030, 2050 et 2100 et pouvoir ainsi s'adapter aux changements climatiques, entrer son nom dans Climadiag-commune, un site de Météo-France élaboré à partir des nouvelles projections climatiques de référence DRIAS-2020.

## Urbanisme

### Typologie
Au 1er janvier 2024, Villepail est catégorisée commune rurale à habitat très dispersé, selon la nouvelle grille communale de densité à sept niveaux définie par l'Insee en 2022.
Elle est située hors unité urbaine. Par ailleurs la commune fait partie de l'aire d'attraction de Villaines-la-Juhel, dont elle est une commune de la couronne,. Cette aire, qui regroupe 8 communes, est catégorisée dans les aires de moins de 50 000 habitants,.

### Occupation des sols
L'occupation des sols de la commune, telle qu'elle ressort de la base de données européenne d’occupation biophysique des sols Corine Land Cover (CLC), est marquée par l'importance des territoires agricoles (79,5 % en 2018), une proportion sensiblement équivalente à celle de 1990 (80 %). La répartition détaillée en 2018 est la suivante : 
prairies (50 %), terres arables (28,7 %), forêts (19,3 %), mines, décharges et chantiers (1,1 %), zones agricoles hétérogènes (0,9 %). L'évolution de l’occupation des sols de la commune et de ses infrastructures peut être observée sur les différentes représentations cartographiques du territoire : la carte de Cassini (XVIIIe siècle), la carte d'état-major (1820-1866) et les cartes ou photos aériennes de l'IGN pour la période actuelle (1950 à aujourd'hui).

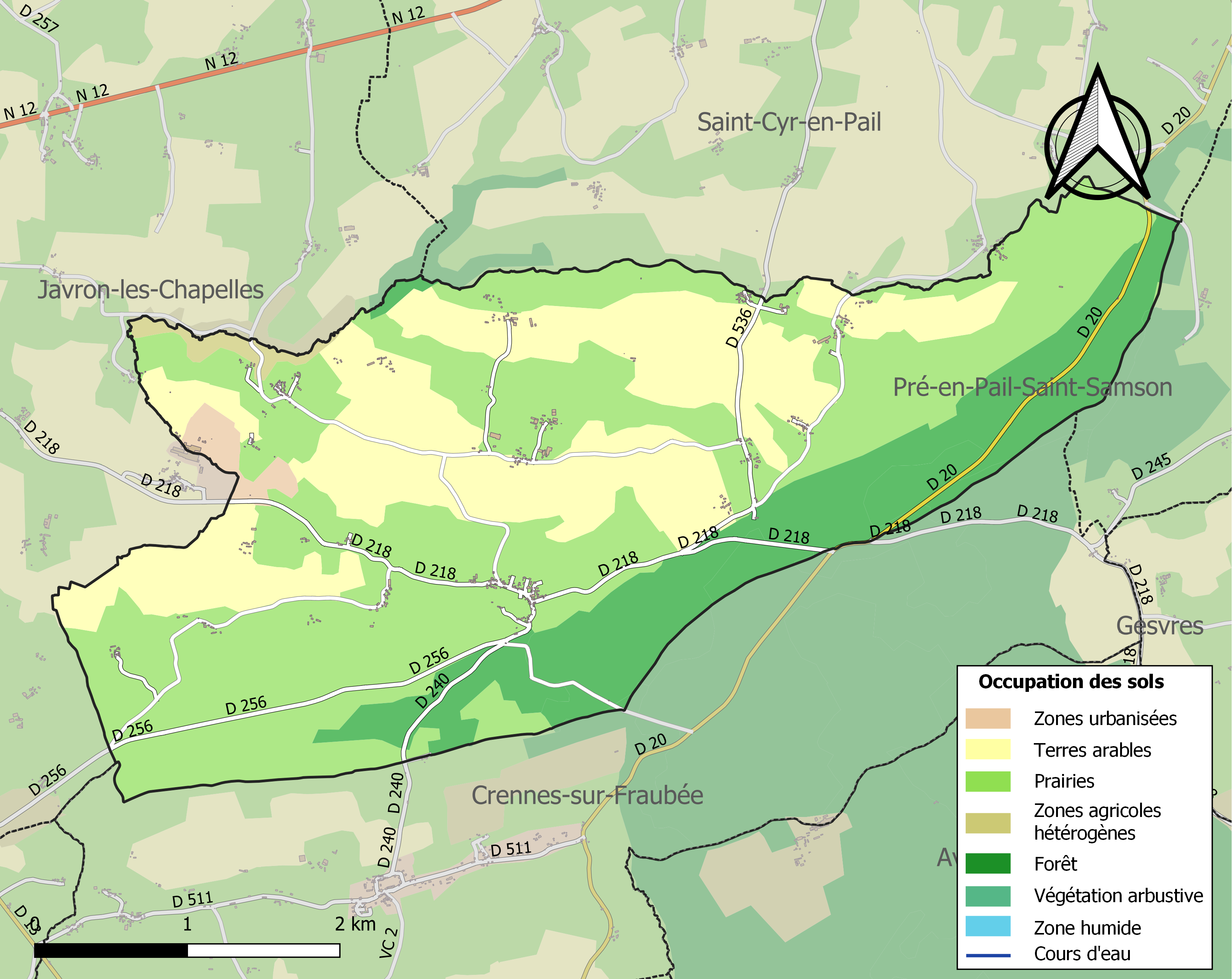
Carte des infrastructures et de l'occupation des sols de la commune en 2018 (CLC).

## Toponymie
Le nom de la localité est attesté sous la forme Villapaail en 1280.
Il s'agit d'une formation toponymique médiévale en Ville- au sens ancien de « domaine rural, village » (vile en ancien français; vilain « paysan médiéval »). Il est suivi du nom de la forêt, à savoir celle de Pail. Cependant ce type toponymique [Ville + nom de forêt ou de pays] reste exceptionnel.
Le gentilé est Villepaillais.

## Politique et administration
Le conseil municipal est composé de onze membres dont le maire et deux adjoints.

## Démographie
L'évolution du nombre d'habitants est connue à travers les recensements de la population effectués dans la commune depuis 1793. Pour les communes de moins de 10 000 habitants, une enquête de recensement portant sur toute la population est réalisée tous les cinq ans, les populations de référence des années intermédiaires étant quant à elles estimées par interpolation ou extrapolation. Pour la commune, le premier recensement exhaustif entrant dans le cadre du nouveau dispositif a été réalisé en 2004.
En 2022, la commune comptait 192 habitants, en évolution de +10,98 % par rapport à 2016 (Mayenne : −0,73 %, France hors Mayotte : +2,11 %).
Villepail a compté jusqu'à 1 133 habitants en 1866.
| 1793 | 1800 | 1806 | 1821 | 1831 | 1836 | 1841 | 1846 | 1851 |
| ---- | ---- | ---- | ---- | ---- | ---- | ---- | ---- | ---- |
| 714  | 734  | 789  | 865  | 874  | 903  | 945  | 999  | 996  |

| 1856  | 1861  | 1866  | 1872  | 1876 | 1881 | 1886 | 1891 | 1896 |
| ----- | ----- | ----- | ----- | ---- | ---- | ---- | ---- | ---- |
| 1 078 | 1 115 | 1 133 | 1 039 | 906  | 881  | 878  | 795  | 746  |

| 1901 | 1906 | 1911 | 1921 | 1926 | 1931 | 1936 | 1946 | 1954 |
| ---- | ---- | ---- | ---- | ---- | ---- | ---- | ---- | ---- |
| 744  | 704  | 669  | 533  | 522  | 470  | 442  | 386  | 395  |

| 1962 | 1968 | 1975 | 1982 | 1990 | 1999 | 2004 | 2006 | 2009 |
| ---- | ---- | ---- | ---- | ---- | ---- | ---- | ---- | ---- |
| 330  | 337  | 306  | 232  | 219  | 205  | 196  | 192  | 193  |

| 2014 | 2019 | 2022 | - | - | - | - | - | - |
| ---- | ---- | ---- | - | - | - | - | - | - |
| 175  | 185  | 192  | - | - | - | - | - | - |

## Lieux et monuments
- Église Saint-Sulpice.
- Chapelle Notre-Dame-du-Bon-Secours.
- Réserve naturelle régionale des Landes et tourbière des Égoutelles.
- Villepail abrite une partie du site Natura 2000 de la forêt de Multonne[23].
- Ardoisières de Chattemoue.

## Personnalités liées à la commune
- Achille Paysant (1841 à Villepail - 1927), poète.
- Gustave Catois (1863 à Villepail - 1930), instituteur et homme politique.
- François Pinçon (1897 à Villepail - 1948), homme politique.

## Héraldique
| Blason de Villepail | Blason  | D’azur, à un cerf d’or ; au chef d’argent, chargé d’une fleurdelys de gueules, accostée de deux hures de sanglier affrontées de sable, défendues de gueules. |
| Blason de Villepail | Détails | L’azur indique la présence de l’eau. Elle existe aujourd’hui sous la forme du ruisseau de Brévoust ou l’étang de Charolais, mais autrefois elle couvrait une partie du territoire communal sous la forme de marais dont on retrouve l’évocation dans le nom du village. Le cerf et les deux hures de sangliers représentent les forêts giboyeuses de Villepail. Le chef et la fleurdelys, excepté les deux hures de sanglier, sont une partie des armes de Lonlay, seigneur du village pendant de longs siècles. La reprise du blason de seigneur étant interdite pour la commune, il suffit d’en emprunter un ou plusieurs éléments et de les incorporer dans un dessin plus vaste pour respecter les règles. Les ornements sont deux branches de bruyère de sinople, fleuries de pourpre, mises en sautoir par la pointe et liées d’argent pour rappeler les landes et la forêt de Villepail, riches d’un écosystème valorisé. Le listel d’argent porte le nom de la commune en caractères majuscules de sable. La couronne de tours dit que l’écu est celui d’une commune ; elle n’a rien à voir avec des fortifications. Le statut officiel du blason reste à déterminer. |